# ستيفانو نابوليتانو
ستيفانو نابوليتانو (بالإيطالية: Stefano Napolitano)‏ مواليد 11 أبريل 1995 في بييلا، هو لاعب كرة مضرب إيطالي ويحتل حالياً المرتبة رقم. 733 في تصنيف رابطة محترفي كرة المضرب. أعلى تصنيف له في الفردي كان المركز الـ 659 في سنة 2013. أعلى تصنيف له في الزوجي كان المركز الـ 488 في سنة 2014.

## روابط خارجية
- ستيفانو نابوليتانو على موقع رابطة محترفي التنس (الإنجليزية)
- ستيفانو نابوليتانو على موقع الاتحاد الدولي لكرة المضرب (الإنجليزية)
- ستيفانو نابوليتانو على موقع خلاصة التنس.كوم (الإنجليزية)
- ستيفانو نابوليتانو على موقع إي إس بي إن.كوم (الإنجليزية)